# Har Ora
Har Ora (hebrejsky: הר אורה) je hora o nadmořské výšce 839 metrů v centrálním Izraeli, v pohoří Judské hory.
Nachází se cca 8 kilometrů jihozápadně od centra Jeruzaléma, na severním okraji vesnice Ora. Má podobu zalesněného srázu, který na jihu spadá do kaňonu vádí Nachal Refa'im, podél kterého vede železniční trať Tel Aviv-Jeruzalém. Na severu se volněji sklání k areálu nemocnice Hadasa a k městské čtvrti Jeruzaléma Ejn Kerem do údolí potoka Sorek. Na východ odtud začíná již území města Jeruzalém s obytnými čtvrtěmi jako Kirjat Menachem. Jižní svahy až k vrcholové partii zaujímá vesnice Ora, kterou prochází lokální silnice číslo 3877 a vojenská základna. Jižní úpatí směrem do údolí Nachal Refa'im je tvořeno strmým srázem Reches Lavan. Na západ od hory pokračuje souvislý pás hor lemujících údolí Nachal Refa'im a Soreku. Je to Har Aminadav a Har Salmon.